# Pristaulacus niger
Pristaulacus niger är en stekelart som först beskrevs av William Edward Shuckard 1841.  Pristaulacus niger ingår i släktet Pristaulacus och familjen vedlarvsteklar. Inga underarter finns listade i Catalogue of Life.